# Pseudopentameris
Pseudopentameris é um género botânico pertencente à família Poaceae. É originário da África do Sul.
O género foi descrito por .. e publicado em Mitteilungen der Botanischen Staatssammlung München 10: 303. 1971. A espécie-tipo é Pseudopentameris macrantha (Schrad.) Conert.
Alguns autores incluem-no no género Danthonia sensu lato.
O número cromossómico básico do género é x = 6, com números cromossómicos somáticos de 2n = 12 diplóide.
Trata-se de um género reconhecido pelo sistema de classificação filogenética Angiosperm Phylogeny Website.

## Espécies
O género tem 4 espécies descritas das quais 3 são aceites:
- Pseudopentameris brachyphylla (Stapf) Conert
- Pseudopentameris caespitosa N.P.Barker
- Pseudopentameris macrantha (Schrad.) Conert